# Robert Chaudenson
Robert Chaudenson (Lyon, 12 de abril de 1937-Francia metropolitana, 7 de abril de 2020) fue un lingüista francés, especialista en lenguas criollas y profesor emérito de lingüística en la Universidad de Provenza. Fue un autor ampliamente conocido en materia de creolística y presidente del Comité Internacional de Estudios Criollos.

## Publicaciones
- 1974. Le lexique du parler créole de la Réunion, 2 vol., París: Champion, 1249 p.
- 1978 "Créole et langage enfantin: phylogenèse et ontogenèse", Langue française, vol. 37, pp.   76-90.
- 1979. "A propos de la genèse du créole mauricien: le peuplement de l'Ile de France de 1721 à 1735", Etudes Créoles, 1979, n ° 1, pp.   43-57.
- 1990 "Recherche, formación et créolistique", Revue Québecoise de linguistique théorique et appliquée, vol. 9, n ° 3, noviembre de 1990, pp.   287-303.
- 1992 "Les langues créoles", La Recherche, n ° 248, noviembre de 1992, págs.   1248-1256.
- 1994. "Français d'Amérique du Nord y créoles français   : le français parlé par les inmigrantes du XVIIème siècle ", en R. Mougeon y E. Beniak (ed. ), Les origines du français québecois, Presses de l'Université Laval, pp.   169-180.
- 1995 "Les français d'Amérique o le français d'Amérique   : genèse et comparaison "en H. Wittmann et R. Fournier" (ed. ), Le français des Amériques, Prensas universitarias de Trois-Rivières, pp.   3–19.
- 1998a. (con LJ Calvet), Saint-Barthélemy   : une onsigme linguistique, París: Didier Erudition, 206 páginas.
- 1998b. "Variación, koinización, créolisation   : français d'Amérique et créoles ", en P. Brasseur (éd. ), Français d'Amérique. Variación, créolisation, normalización, Aviñón: Prensas de la Universidad de Aviñón, pp.   163-179.
- 2000. Rejilla de análisis de situaciones lingüísticas, París: Didier Erudition, 58 páginas.
- 2001. (con Salikoko Mufwene ), Creolización de la lengua y la cultura, Londres: Routledge, 340 páginas.
- 2003. La créolisation   : teoría, aplicaciones, implicaciones, París: L'Harmattan, 480 páginas.
- 2010. la genèse des créoles de l'Océan indien, París: L'Harmattan.